# サウール・ニゲス
サウール・ニゲス・エスクラペス（Saúl Ñíguez Esclápez, 1994年11月21日 - ）は、スペイン・バレンシア州アリカンテ県エルチェ出身のサッカー選手。カンピオナート・ブラジレイロ・セリエA・CRフラメンゴ所属。元スペイン代表。ポジションはミッドフィールダー。

## クラブ経歴
バレンシア州アリカンテ県エルチェで生まれ、11歳でレアル・マドリードの下部組織に入団するもいじめを受けたことを理由に退団し、12歳の時に同じ都市のライバルチームのアトレティコ・マドリードの下部組織へ移籍した。最初の得点は、 2011年4月10日のエストレマドゥーラUD戦で、チームは3-1で勝利した。
2008年夏、シーズン前にトップチームのトレーニングに参加。7月10日のCDArcángelとのプレシーズンマッチで2得点し、チームは19-1で勝利した。
2012年3月8日、17歳と108日間でトップチームの公式戦デビューを果たし、UEFAヨーロッパリーグでのベシクタシュJK戦で、最後の6分間プレーした。
2013年4月21日、リーガ・エスパニョーラのセビージャFC戦で2分間プレーし、リーグデビュー。チームは1-0で勝利した。
2013年7月21日、ラージョ・バジェカーノにレンタル移籍し、センターバックとしてプレーした。
2014-15シーズンにアトレティコへ復帰。スーペルコパ・デ・エスパーニャのレアル・マドリード戦に出場し、タイトル獲得に貢献した。
2015-16シーズンから、マリオ・スアレスの移籍と、ティアゴ・メンデスの負傷により、中盤の主力選手となった。2015年2月、UEFAチャンピオンズリーグ 2015-16ラウンド16のバイエル・レバークーゼン戦で、相手DFのキリアコス・パパドプーロスと交錯し、そのままピッチに倒れた。すぐに、病院へ緊急搬送され、血腫を伴う腎臓損傷と診断された。その後、 38日間で復帰した。2016年4月27日に行われた欧州CL準決勝1stレグのFCバイエルン・ミュンヘン戦では、ドリブル突破から決勝ゴールをあげる活躍を見せた。2017年4月のインタビューでは、ここ2年間、カテーテルをつけたままプレーをし、毎練習、毎試合、血尿を出しながらプレーをしていることを明かした。2016年5月18日、クラブとの契約を2021年6月まで延長した。
2017年7月1日に2026年までの9年契約を締結した。2018-19シーズン、2019-20シーズンでは、層の薄い左サイドバックのバックアッパーとしても起用された。2021年8月31日、チェルシーFCに完全移籍するオプション付きのレンタル移籍で加入することが発表された。しかしシーズントータルで23試合とあまり起用されず、シーズン終了後チームは買い取りオプションを行使せず、退団することとなった。2023年7月19日、背番号を、アトレティコ復帰以降着用していた17番から、以前在籍時に着用していた8番に変更することがクラブ公式Twitterで発表された。2024年7月16日、セビージャFCにレンタル移籍した。2025年7月23日、ブラジルのCRフラメンゴに3年半契約で加入した。

## 代表経歴

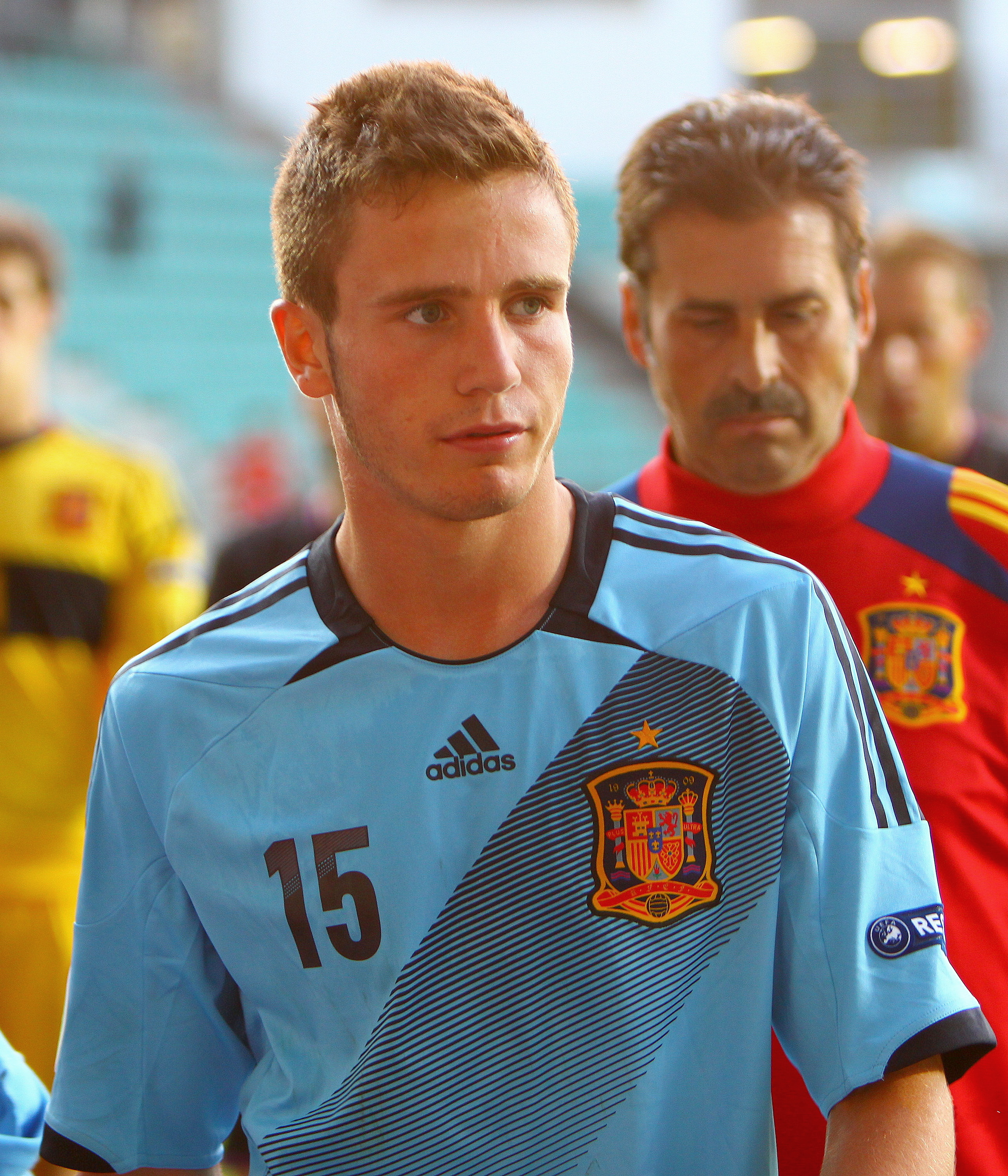
U-19スペイン代表でのサウール(2012)

2017年6月、UEFA U-21欧州選手権のメンバーに選出された。6月27日、U-21イタリア代表戦ではハットトリックを決めて決勝進出に貢献した。決勝ではU-21ドイツ代表に敗れたが、5得点をあげて得点王となった。
スペイン代表としては2016年5月17日、UEFA EURO 2016予選に挑む代表候補として初招集をされたが、最終登録メンバーからは落選した。その後、同年9月1日に行われたベルギー代表との国際親善試合で代表デビューを飾った。

## 私生活
父はプリメーラでプレー経験のある元プロサッカー選手であり、CDアルコヤーノ所属のホナタン・ニゲスとCDテネリフェ所属のアーロン・ニゲスを兄に持つ。
2011年5月23日放送のWOWOWのドキュメンタリー番組『ノンフィクションW』で、「スペイン・世界王者の育成システム」という内容を扱った際、期待の若手選手として密着取材を受けた。

## 個人成績
2023-24シーズン終了時点
| クラブ                        | シーズン     | リーグ         | リーグ | リーグ | カップ | カップ | リーグカップ | リーグカップ | UEFA | UEFA | その他 | その他 | 通算 | 通算 |
| クラブ                        | シーズン     | ディヴィジョン | 出場   | 得点   | 出場   | 得点   | 出場         | 得点         | 出場 | 得点 | 出場   | 得点   | 出場 | 得点 |
| ----------------------------- | ------------ | -------------- | ------ | ------ | ------ | ------ | ------------ | ------------ | ---- | ---- | ------ | ------ | ---- | ---- |
| アトレティコ・マドリードB     | 2010–11      | セグンダB      | 22     | 1      | —      | —      | —            | —            | —    | —    | —      | —      | 22   | 1    |
| アトレティコ・マドリードB     | 2011–12      | セグンダB      | 22     | 1      | —      | —      | —            | —            | —    | —    | —      | —      | 22   | 1    |
| アトレティコ・マドリードB     | 2012–13      | セグンダB      | 26     | 6      | —      | —      | —            | —            | —    | —    | —      | —      | 26   | 6    |
| アトレティコ・マドリードB     | クラブ通算   | クラブ通算     | 70     | 8      | —      | —      | —            | —            | —    | —    | —      | —      | 70   | 8    |
| アトレティコ・マドリード      | 2011-12      | ラ・リーガ     | 0      | 0      | 0      | 0      | —            | —            | 1    | 0    | —      | —      | 1    | 0    |
| アトレティコ・マドリード      | 2012-13      | ラ・リーガ     | 2      | 0      | 2      | 0      | —            | —            | 7    | 0    | 0      | 0      | 11   | 0    |
| アトレティコ・マドリード      | 2014-15      | ラ・リーガ     | 24     | 4      | 4      | 0      | —            | —            | 5    | 0    | 2      | 0      | 35   | 4    |
| アトレティコ・マドリード      | 2015-16      | ラ・リーガ     | 31     | 4      | 4      | 2      | —            | —            | 13   | 3    | —      | —      | 48   | 9    |
| アトレティコ・マドリード      | 2016-17      | ラ・リーガ     | 33     | 4      | 8      | 1      | —            | —            | 12   | 4    | —      | —      | 53   | 9    |
| アトレティコ・マドリード      | 2017-18      | ラ・リーガ     | 36     | 2      | 5      | 0      | —            | —            | 15   | 4    | —      | —      | 56   | 6    |
| アトレティコ・マドリード      | 2018-19      | ラ・リーガ     | 33     | 4      | 3      | 0      | —            | —            | 8    | 1    | 1      | 1      | 45   | 6    |
| アトレティコ・マドリード      | 2019-20      | ラ・リーガ     | 35     | 6      | 1      | 0      | —            | —            | 9    | 1    | 2      | 0      | 47   | 7    |
| アトレティコ・マドリード      | 2020-21      | ラ・リーガ     | 33     | 2      | 2      | 0      | —            | —            | 6    | 0    | —      | —      | 41   | 2    |
| アトレティコ・マドリード      | 2021-22      | ラ・リーガ     | 3      | 0      | —      | —      | —            | —            | —    | —    | —      | —      | 3    | 0    |
| アトレティコ・マドリード      | 2022-23      | ラ・リーガ     | 31     | 3      | 2      | 0      | —            | —            | 5    | 0    | —      | —      | 38   | 3    |
| アトレティコ・マドリード      | 2023-24      | ラ・リーガ     | 34     | 1      | 4      | 0      |              |              | 10   | 1    | 1      | 0      | 49   | 2    |
| アトレティコ・マドリード      | クラブ通算   | クラブ通算     | 295    | 30     | 39     | 3      | 0            | 0            | 92   | 15   | 6      | 1      | 427  | 48   |
| ラージョ・バジェカーノ (loan) | 2013-14      | ラ・リーガ     | 34     | 2      | 3      | 0      | —            | —            | —    | —    | —      | —      | 37   | 2    |
| チェルシー (loan)             | 2021-22      | プレミアリーグ | 10     | 0      | 3      | 1      | 4            | 0            | 5    | 0    | 1      | 0      | 23   | 1    |
| キャリア通算                  | キャリア通算 | キャリア通算   | 409    | 40     | 41     | 4      | 4            | 0            | 96   | 14   | 7      | 1      | 557  | 59   |

1. 1 2 3  UEFAヨーロッパリーグ
2. 1 2 3 4 5 6 7 8 9 10  UEFAチャンピオンズリーグ
3. 1 2 3  スーペルコパ・デ・エスパーニャ
4. ↑  UEFAスーパーカップ
5. ↑  FIFAクラブワールドカップ

## 代表歴

### 出場大会
- U-17スペイン代表
  - UEFA U-17欧州選手権2010（準優勝）
- U-19スペイン代表
  - UEFA U-19欧州選手権（優勝）
- U-20スペイン代表
  - 2013 FIFA U-20ワールドカップ（ベスト8）
- U-21スペイン代表
  - UEFA U-21欧州選手権（準優勝）
- スペイン代表
  - 2018年 - 2018 FIFAワールドカップ（ベスト16）
  - 2018年 - UEFAネーションズリーグ2018-19

### 試合数
- 国際Aマッチ 19試合 3得点（2016年-2019年）[24]

| スペイン代表 | 国際Aマッチ | 国際Aマッチ |
| 年           | 出場        | 得点        |
| ------------ | ----------- | ----------- |
| 2016         | 1           | 0           |
| 2017         | 6           | 0           |
| 2018         | 8           | 2           |
| 2019         | 4           | 1           |
| 通算         | 19          | 3           |

### 得点
| #  | 開催年月日     | 開催地                                                   | 対戦国       | スコア | 結果 | 試合概要                      |
| -- | -------------- | -------------------------------------------------------- | ------------ | ------ | ---- | ----------------------------- |
| 1. | 2018年9月8日   | ロンドン、ウェンブリー・スタジアム                       | イングランド | 1-1    | 1-2  | UEFAネーションズリーグ2018-19 |
| 2. | 2018年9月11日  | エルチェ、エスタディオ・マヌエル・マルティネス・バレーロ | クロアチア   | 1-0    | 6-0  | UEFAネーションズリーグ2018-19 |
| 3. | 2019年10月12日 | オスロ、ウレヴォール・スタディオン                       | ノルウェー   | 1–0    | 1–1  | UEFA EURO 2020予選            |

## タイトル

### クラブ
アトレティコ・マドリード
- プリメーラ・ディビシオン：2020-21
- スーペルコパ・デ・エスパーニャ：2014
- UEFAヨーロッパリーグ：2017-18
- UEFAスーパーカップ：2018

チェルシー
- FIFAクラブワールドカップ：2021

### 代表
U-19スペイン代表
- UEFA U-19欧州選手権

### 個人
- UEFA U-21欧州選手権・得点王